# 瘤鞘天牛属
瘤鞘天牛属（学名：Parachydaeopsis），是鞘翅目天牛科的一个属，分布于老挝及中国陕西等地。其属名源自其成虫的鞘翅基部中央具有一个长有从毛的高冠状瘤突。

## 种类
截止2023年6月，全球生物多样性信息网络（GBIF）收录本属2种：
- 老挝瘤鞘天牛 Parachydaeopsis laosica Breuning, 1968
- 陕西瘤鞘天牛 Parachydaeopsis shaanxiensis Wang & Chiang, 2002